# Neuradaceae
Neuradaceae (đồng nghĩa: Grielaceae (Martinov).) là danh pháp của một họ trong thực vật có hoa. Họ này chứa khoảng 10 loài cây thân thảo hay cây bụi nhỏ với các lá nhỏ, thiếu lá kèm, có khía răng cưa. Hoa lớn với các cánh hoa đổi màu khi khô đi.
Họ này được chia thành 3 chi Grielum, Neurada và Neuradopsis. Tất cả các loài phân bố trong các khu vực khô hay sa mạc từ Sahara tới Ấn Độ.
Họ Neuradaceae trước đây được đặt ở nhiều bộ khác nhau, chẳng hạn trong bộ Hoa hồng (Rosales) như trong hệ thống Cronquist (1981) và Takhtadjan (1997). Hutchinson (1973) còn đặt nó trong họ Hoa hồng (Rosaceae), và cấu trúc hoa của hai họ này là tương tự (Ronse Decraene & Smets 1996). Tuy nhiên, tràng hoa khi khô thay đổi màu, giống như ở một số loài trong họ Cẩm quỳ (Malvaceae) (Airy Shaw 1966).
Các loài trong họ này có lẽ thiếu lá kèm, các cấu trúc tương tự như lá kèm mà đôi khi nhìn thấy trên thực tế là các lá bắc nhỏ phát triển muộn hơn các lá (Bayer 2002). Goldberg (1986) lưu ý rằng chúng có thể có 2 noãn/lá noãn; ông và Takhtadjan (1997) miêu tả lá noãn là nứt nẻ ra ở phần bụng.

## Hình ảnh

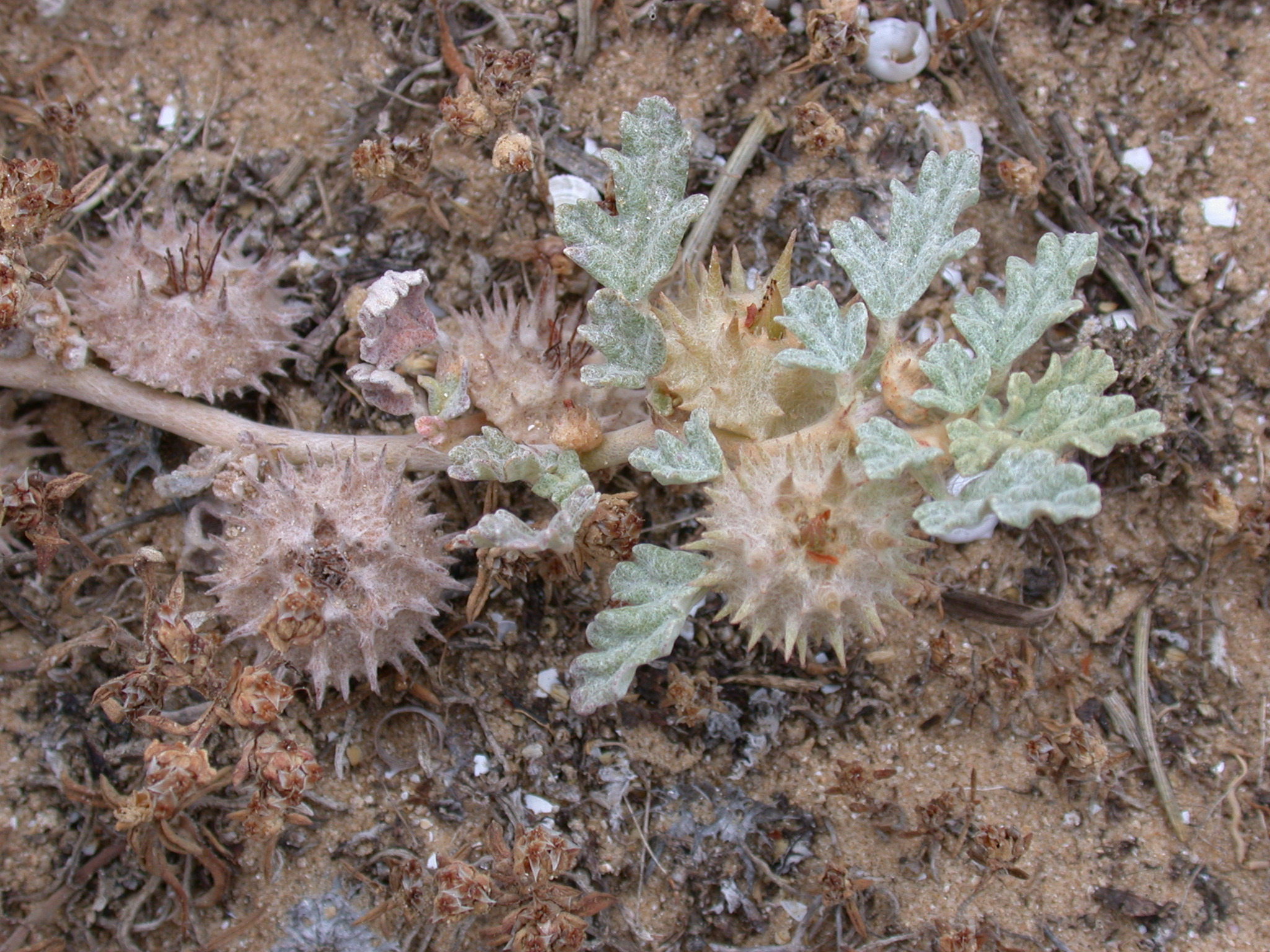
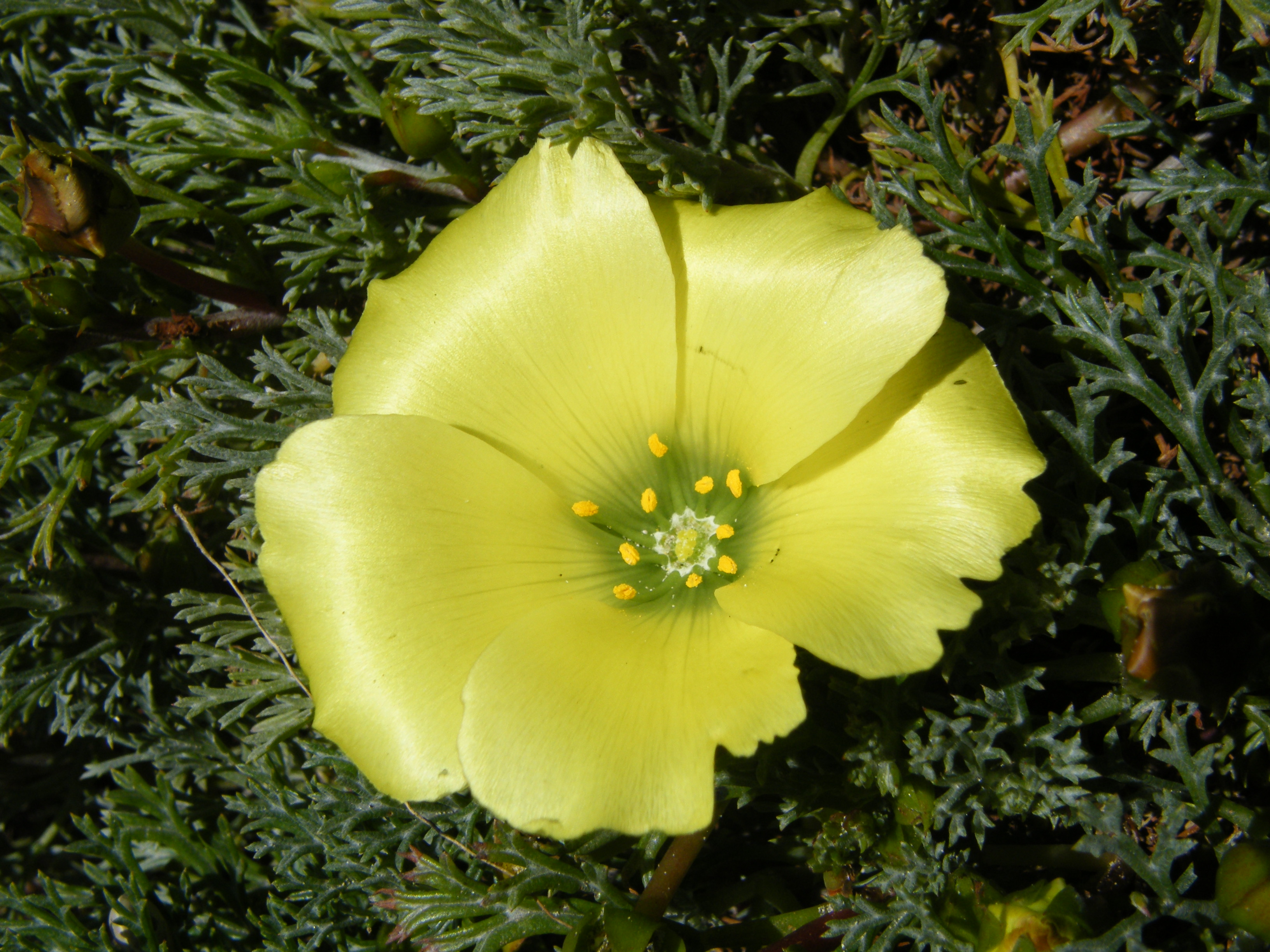
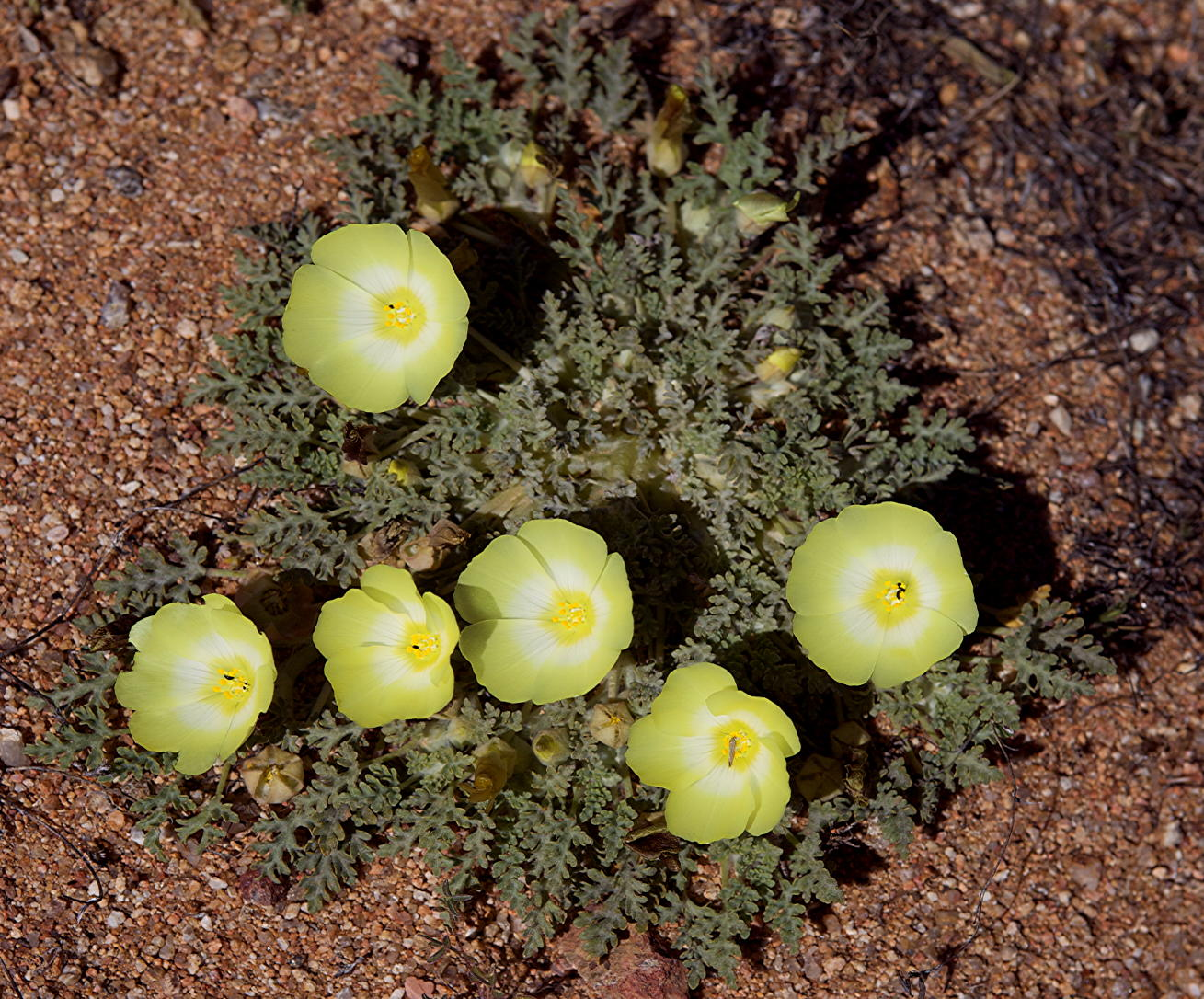